# Аякс Локрийский (пьеса)
«Аякс Локрийский» — трагедия древнегреческого драматурга Софокла (V век до н. э.) на тему мифов о Троянской войне. Её текст почти полностью утрачен.
Действие пьесы происходит на заключительном этапе Троянской войны. Её главный герой — один из вождей ахейцев Аякс Оилид. В ночь падения Трои он изнасиловал царевну Кассандру, нашедшую убежище у алтаря Афины, был предан суду за святотатство, но спасся благодаря ложной клятве. Когда Аякс возвращался домой, боги покарали его, низвергнув в море. Предположительно в пьесе о предстоящей каре рассказывала Кассандра.
Долгое время в распоряжении антиковедов было только несколько отрывков из пьесы, процитированных другими античными авторами. В XX веке появился ряд папирусных находок. Впрочем, почти все новые фрагменты текста небольшие и бессвязные.
Существует гипотеза, что «Пленницы» — второе название «Аякса Локрийского».